# تيري ليس
تيري ليس (بالإنجليزية: Terry Lees)‏ (30 يونيو 1952 بستوك أون ترينت في المملكة المتحدة - ) هو مدرب كرة قدم ولاعب كرة قدم بريطاني في مركز الدفاع. لعب مع برمنغهام سيتي وبورت فايل ورودا ياي سي وسبارتا روتردام وستوك سيتي وسكونثورب يونايتد وماكليسفيلد تاون ونادي دوردريخت ونادي كرو ألكساندرا ونيوبورت كونتي وسان خوزيه إيرث كويكس وستافورد رينجرز ونادي ألترينتشام ونادي مدينة كيب تاون ‏.

## وصلات خارجية
- تيري ليس على موقع قاعدة بيانات كرة القدم.إي يو (الإنجليزية)